# AHS Centaur
AHS Centaur – australijski statek szpitalny, który został zatopiony 14 maja 1943 roku u brzegów Queenslandu w Australii. 268 osób spośród 332 obecnych na pokładzie zginęło.
Zbudowany w Greenock w Szkocji „Centaur” został zwodowany w 1924 roku jako statek frachtowo-pasażerski i do wybuchu wojny obsługiwał linię pomiędzy Australią Zachodnią a Singapurem przewożąc pasażerów i zwierzęta rzeźne. W roku 1939 „Centaur” został włączony do Royal Australian Navy jako uzbrojony statek transportowy, a jednym ze znaczniejszych dokonań był udział w podejmowaniu z morza niemieckich uczestników starcia rajdera „Kormoran” z HMAS „Sydney”.
W styczniu 1943 roku z „Centaura” zdjęto uzbrojenie i przebudowano na statek szpitalny. W tej roli (specjalnie oznakowany, a w nocy oświetlony) przewoził sprzęt medyczny i rannych na trasie Port Moresby-Brisbane lub Sydney.
Podczas swej drugiej podróży, w nocy na 14 maja 1943, „Centaur” został storpedowany i zatopiony przez japoński okręt podwodny na wysokości wyspy North Stradbroke u brzegów Queenslandu. Większość z 332 obecnych na pokładzie zginęła, a 64 (w tym jedna kobieta) rozbitków musiało czekać w wodzie 36 godzin na ratunek. Atak został potraktowany przez opinię publiczną w krajach alianckich jako zbrodnia wojenna. Rządy Australii i Wielkiej Brytanii wystosowały (za pośrednictwem MCK) noty protestacyjne do władz japońskich, a po zakończeniu działań podjęto wysiłki celem wykrycia i pociągnięcia do odpowiedzialności sprawców zbrodni. Wysiłki te jednak spełzły na niczym i dopiero w latach siedemdziesiątych XX wieku ustalono, że napastnikiem był (prawie na pewno) japoński okręt podwodny I-177 typu Kaidai. Jego ówczesny dowódca, kmdr Hajime Nakagawa, zmarł w roku 1978.
Przyczyny ataku japońskiego okrętu podwodnego nie są dotąd znane, a okoliczności towarzyszące zatopieniu „Centaura” wydają się być kontrowersyjne, bowiem dowiedziono, że statek mógł działać niezgodnie z konwencjami międzynarodowymi, które powinny go chronić (obecność na pokładzie umundurowanych i uzbrojonych osób).
Odkrycie wraku zgłoszono w roku 1995, ale później okazało się, że to inny statek.
Wrak prawdziwego „Centaura” został odnaleziony 14 grudnia 2009 roku przez zespół pod kierunkiem Davida Mearnsa, co zostało ostatecznie potwierdzone 20 grudnia tego samego roku.

## Galeria

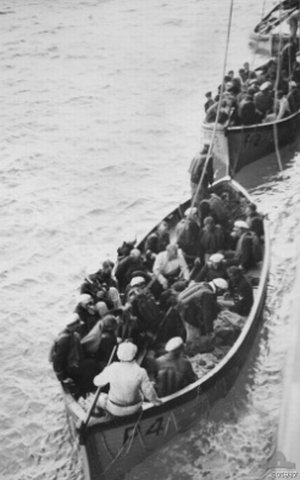
Marynarze „Kormorana” na holu za rufą AHS "Centaur" po bitwie
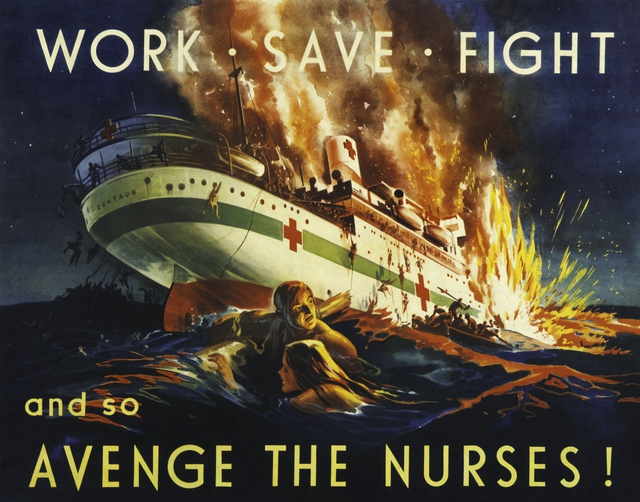
Australijski plakat propagandowy